# هالينا غوريتسكا
هالينا سيلفيا غوريتسكا (ولدت في 4 فبراير 1938) هي عداءة بولندية وألمانية، تنافست في الألعاب الأولمبية الصيفية لتمثل بولندا في ثلاث دورات أولمبية أعوام 1956 و1960 و1964 وتمثل ألمانيا الغربية في دورة الألعاب الأولمبية عام 1968. فازت بميدالية برونزية وذهبية في سباق التتابع 4 × 100 متر في عامي 1960 و1964 على التوالي. سجلت مع الفريق البولندي رقمًا قياسيًا عالميًا في نهائي عام 1964، ولكن تم إلغاؤه بعد فشل إحدى زميلاتها إيفا كلوبوكوفسكا في الفريق في اختبار الجنس في عام 1967.
في عام 1964 أصبحت بطلة بولندا مرتين: في 100 متر و200 متر، مضيفة إلى لقبها البولندي السابق في سباق التتابع 4 × 100 متر في عام 1954. في عام 1965، في لقاء دولي في دورتموند، انشقّت إلى ألمانيا الغربية وذهبت إلى كولونيا مع صديقها راينهولد هيرمان. تزوجا في عام 1966. لم تسفر مشاركتها مع ألمانيا الغربية في الألعاب الأولمبية الصيفية 1968 في مكسيكو سيتي عن أي ميداليات. في ألمانيا عملت كموظفة مكتب. في عام 2012 سُرقت ميداليتها الذهبية الأولمبية من شقتها.